# Gregor Bezenšek ml.
Gregor Bezenšek ml. (umetniško ime: SoulGreg Artist), slovenski glasbenik, humanitarec in družbeni aktivist, 29. april 1983, Celje.
Gregor Bezenšek ml. je akademski glasbenik z umetniškim imenom SoulGreg Artist. Znan je tudi po svojem humanitarnem delovanju kot ustanovitelj Društva Viljem Julijan. Leta 2022 je pristopil h kandidaturi za predsednika Republike Slovenije.

## Življenjepis
Po izobrazbi je akademski glasbenik – jazz kitarist. Študij glasbe je opravil na Univerzi za glasbo in uprizoritvene umetnosti Gradec v Avstriji. Je skladatelj, kitarist, pevec, multiinstrumentalist ter glasbeni producent.
Poročen je z Nino Bezenšek, s katero imata hčerko Ella Vito in sina Julijana Valentina. Je tudi oče fantka Viljema Julijana, ki je pri starosti dveh let in pol umrl za smrtonosno neozdravljivo redko boleznijo, gangliozidozo GM-1. Z ženo sta zato leta 2018 ustanovila Društvo Viljem Julijan, s katerim pomagata otrokom z redkimi boleznimi in njihovim družinam.
Kot prostovoljec sodeluje tudi v družbeno odgovornih projektih skozi katere se je srečeval z nekaterimi najvišjimi državnimi predstavniki.
Junija 2022 je kot neodvisni kandidat napovedal kandidaturo na predsedniških volitvah. Uradno jo je vložil prvi, s podporo 5000 volivcev jo je na DVK vložil 13. septembra. 3. oktobra je kandidaturo umaknil, kot razlog pa navedel pritiske in grožnje, ki naj bi jih bil deležen.
Živi v Šentjurju.